# Denemo
Denemo — це вільна програма — графічний інтерфейс для набору нот, переважно для GNU LilyPond. Denemo використовує бібліотеку GTK 2.0 та працює в GNU /Linux. Окрім того, Denemo портований під FreeBSD, Apple Mac, Microsoft Windows.
Denemo допомагає підготувати ноти до подальшої обробки та публікації з допомогою LilyPond. Denemo не намагається показати ноти графічно правильно й не прагне бути повноцінним графічним середовищем. Denemo — не WYSIWYG нотний редактор (як Finale чи Sibelius), Denemo — це візуальний інтерфейс для швидкого введення нот. Існує можливість поліпшити одержувані в Denemo партитури шляхом збереження їх у форматі LilyPond та подальшим редагуванням отриманого вихідного файлу. Окрім того, можливий експорт партитури в форматі ABC music notation та створення MIDI-файлів. У той же час Denemo (у всякому разі, станом на липень 2009) не здатний читати складні партитури у форматі LilyPond, створені в інших редакторах. Збережені у форматі LilyPond прості партитури, створені в самому Denemo, ним відкриваються.

## Введення даних
Denemo орієнтований на введення з клавіатури: всі функції введення можна виконати за допомогою гарячих клавіш. В основі цього лежить ідея, що введення партитур з використанням виключно клавіатури більш швидкий, ніж введення з використанням клавіатури та мишки.
Деякі клавіатурні команди збігаються з відповідними командами в синтаксисі Lilypond: наприклад, зсув курсору або ноти на октаву вгору й вниз здійснюється клавішами „'“ та „,“, відповідно, початок й кінець фразировочної ліги — „(“ та „)“ і т.д. Деякі команди (переміщення курсору, вилучення нот) збігаються з командами редактора vi. У той же час користувачеві доступно перевизначення команд. Як і в vi, в Denemo існують різні режими роботи: режими вставки (звичайний й класичний, що відрізняються порядком натиснення клавіш при введенні нот) та редагування.
Тим не менш, будь-яку операцію можна виконати й мишкою, гарячі клавіші фактично викликають пункти основного меню програми. Також можна вводити ноти, розпізнаючи їх записане звучання, що дає музикантам більше знайомий метод введення.